# Depuis le jour
Depuis le jour è un'enciclica di papa Leone XIII, datata 8 settembre 1899, scritta all'Episcopato francese, sulla formazione del clero in Francia.